# Pyrophone

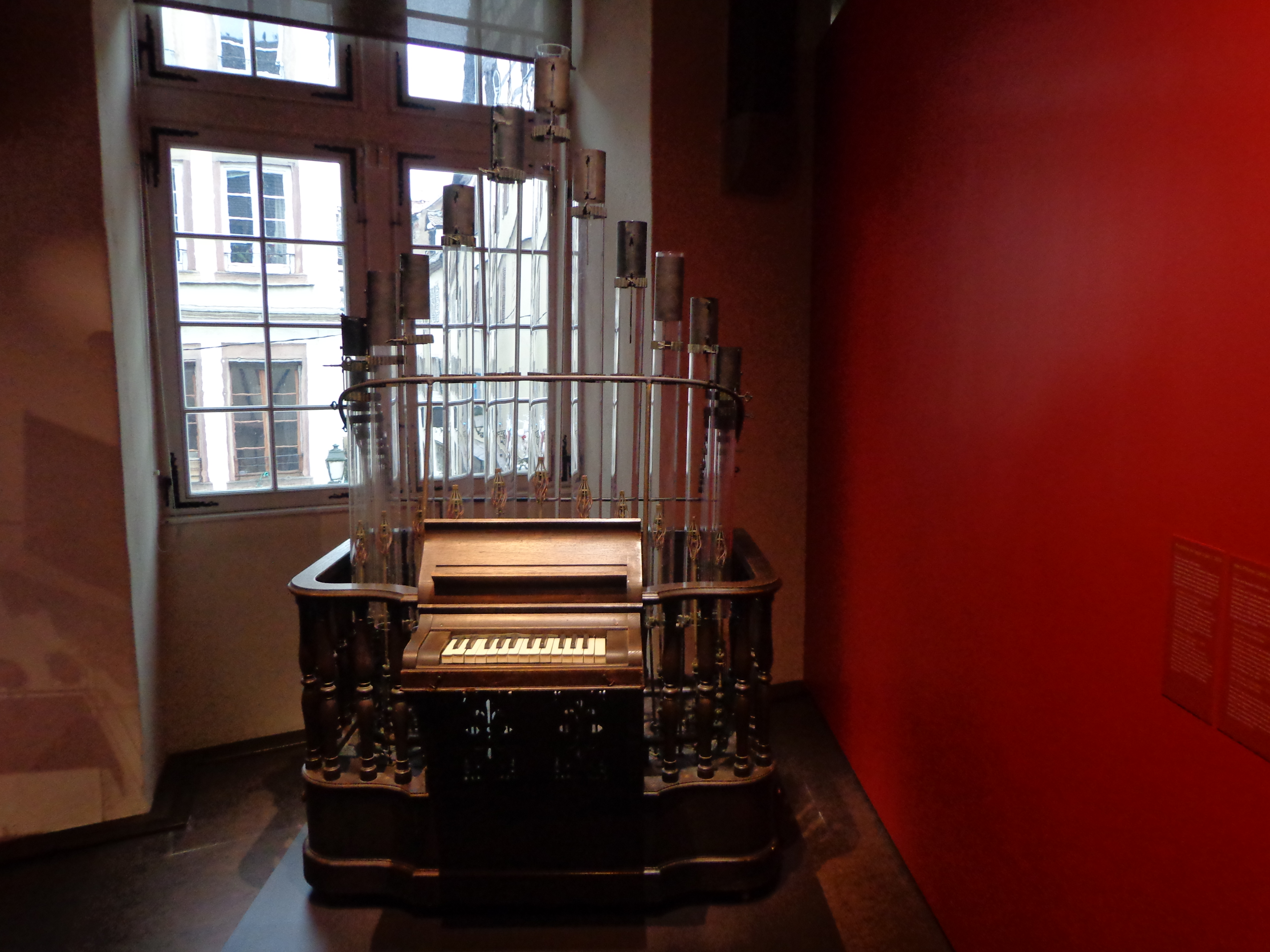
Pyrophone construït per Kastner el 1876

El Pyrophone o piròfon és un instrument musical en què les notes es generen mitjançant petites explosions de flama, o formes similars de combustió ràpida, escalfament ràpid o altres fenòmens similars, com ara els típics cremadors dins de tubs cilíndrics de vidre, creant llum i so. Va ser inventat cap al 1870 pel físic i músic Georges-Fréderic-Eugène Kastnerr (nascut el 1852 a Estrasburg, França - mort el 1882 a Bonn, Alemanya), fill del compositor Jean-Georges Kastner. Es tracta d'un instrument únic, encara que similar al Calíope de vapor.

## Orgue de vapor vs. Pyrophone

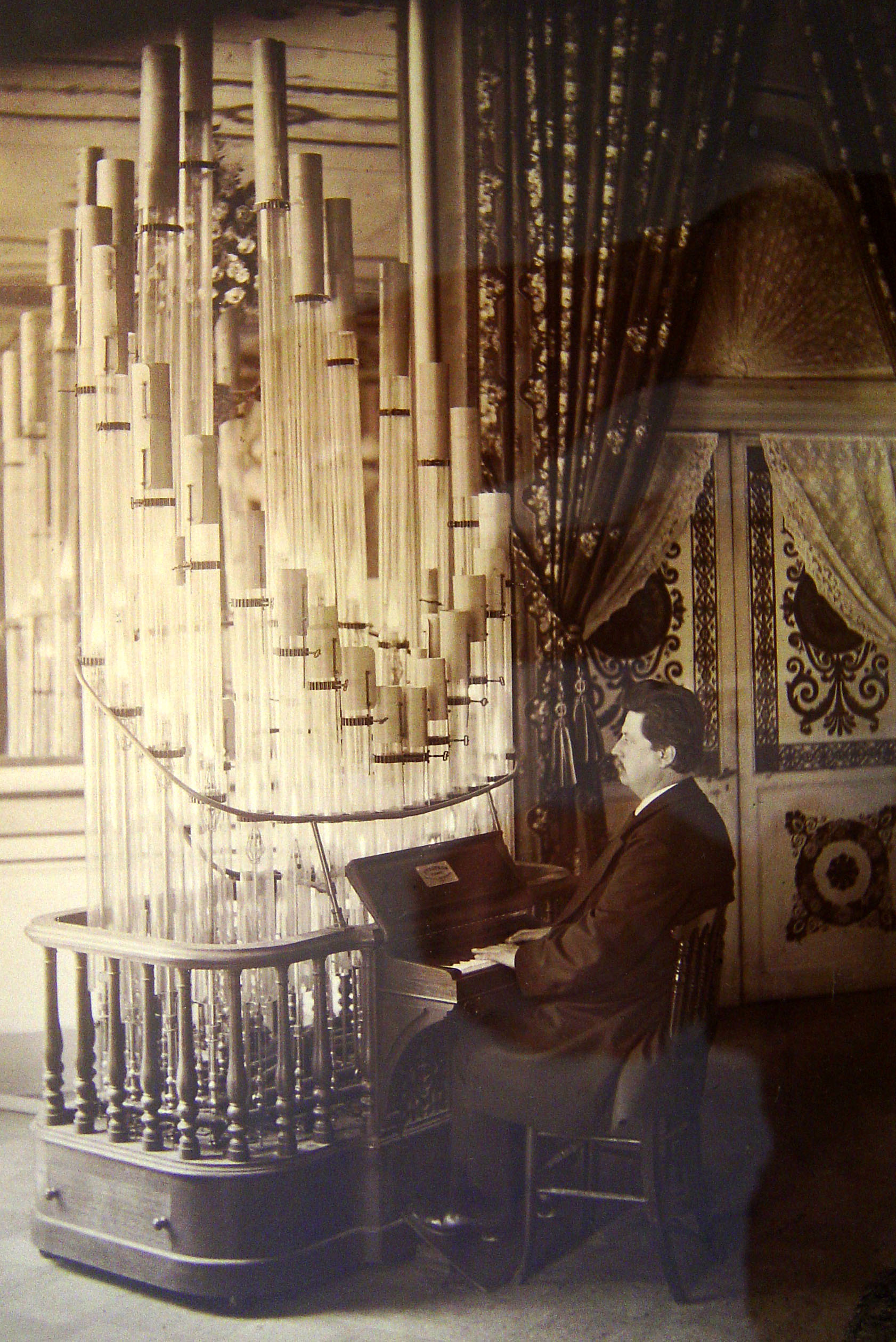
El compositor alemany Wendelin Weißheimer tocant un piròfon

- En el Calíope la combustió és externa a la cavitat ressonant, mentre que en el pyrophone és interna dins de cada tub de vidre. La diferència en la tonalitat no és molta, però suficient com perquè el seu so sigui més sec i permeti un rang major de tons.
- El Calíope funciona a pressió constant, amb una cambra de combustió externa, alimentada per gas i simplement dirigeix l'escapament a cada un dels tubs.
- En el piròfon en canvi la combustió es produeix en cambres ressonants dins de l'instrument que generen els tons que són controlats per l'instrumentista. Funciona mitjançant el control de la combustió específica de cada tub de vidre (cambra ressonant), així el piròfon té, en millor o pitjor, un major ventall de variables en joc que li permet poder produir una gamma més rica de tons.[1]

## Història
El piròfon es va originar al segle xix. L'any 1777, Byron Higgins, utilitzant la combustió d'hidrogen dins d'un tub de vidre obert, va ser el primer en assenyalar que si s'introdueix una flama en un tub de vidre es pot produir un so. El 1818 Michael Faraday va atribuir els tons generats a explosions molt ràpides. El físic John Tyndall va demostrar que es poden fer sonar flames dins dun tub si es col·loquen prop d'un terç de la longitud del tub, l'explosió es produeix a un ritme que coincideix amb l'ona fonamental o un dels harmònics del tub,si bé el volum de la flama no és massa gran. Brewer, Moigno i De Parville van descriure a com Kastner va inventar l'instrument uns vint anys abans de 1890 i en va presentar una patent la nit de Nadal de 1874. Charles Gounod va intentar incloure el piròfon en la seva òpera Jeanne d'Arc (1873) i poc després l'instrument es va mostrar a l'Exposició de París (1878). Henry Dunant n'era un defensor, i Wendelin Weißheimer va compondre cinc sonets sagrats per a veu, flauta, oboè, clarinet, piròfon i piano (1880).